# 오타와 러프 라이더스
| 오타와 러프 라이더스 | |
| 디비전               | 이스트 디비전 (1960년~1996년)                                                                         |
| 설립연도             | 1876년                                                                                                |
| 해체연도             | 1996년                                                                                                |
| 역사                 | 오타와 풋볼 클럽 (1876년~1897년) 오타와 세너터스 (1925년~1930년) 오타와 러프 라이더스 (1931년~1996년) |
| 경기장               | 프랭크 클레어 스타디움                                                                                |
| 연고지               | 온타리오주 오타와                                                                                     |
| 구단주               | |
| 단장                 | |
| 감독                 | 존 페인                                                                                               |
| 디비전 우승          | 15회 (1925, 1926, 1936, 1939, 1940, 1941, 1948, 1951, 1960, 1966, 1968, 1969, 1973, 1976, 1981)       |
| 그레이 컵 우승       | 9회 (1925, 1926, 1940, 1951, 1960, 1968, 1969, 1973, 1976)                                            |
| 영구 결번            | 11, 12, 26, 40, 60, 62, 70, 71, 72, 77                                                                |

오타와 러프 라이더스(Ottawa Rough Riders)는 캐나다 온타리오주 오타와를 연고지로 하는 1876년부터 1996년까지 CFL 참가했던 팀이다.

## 같이 보기
- 캐나디안 풋볼